# Sfânt militar

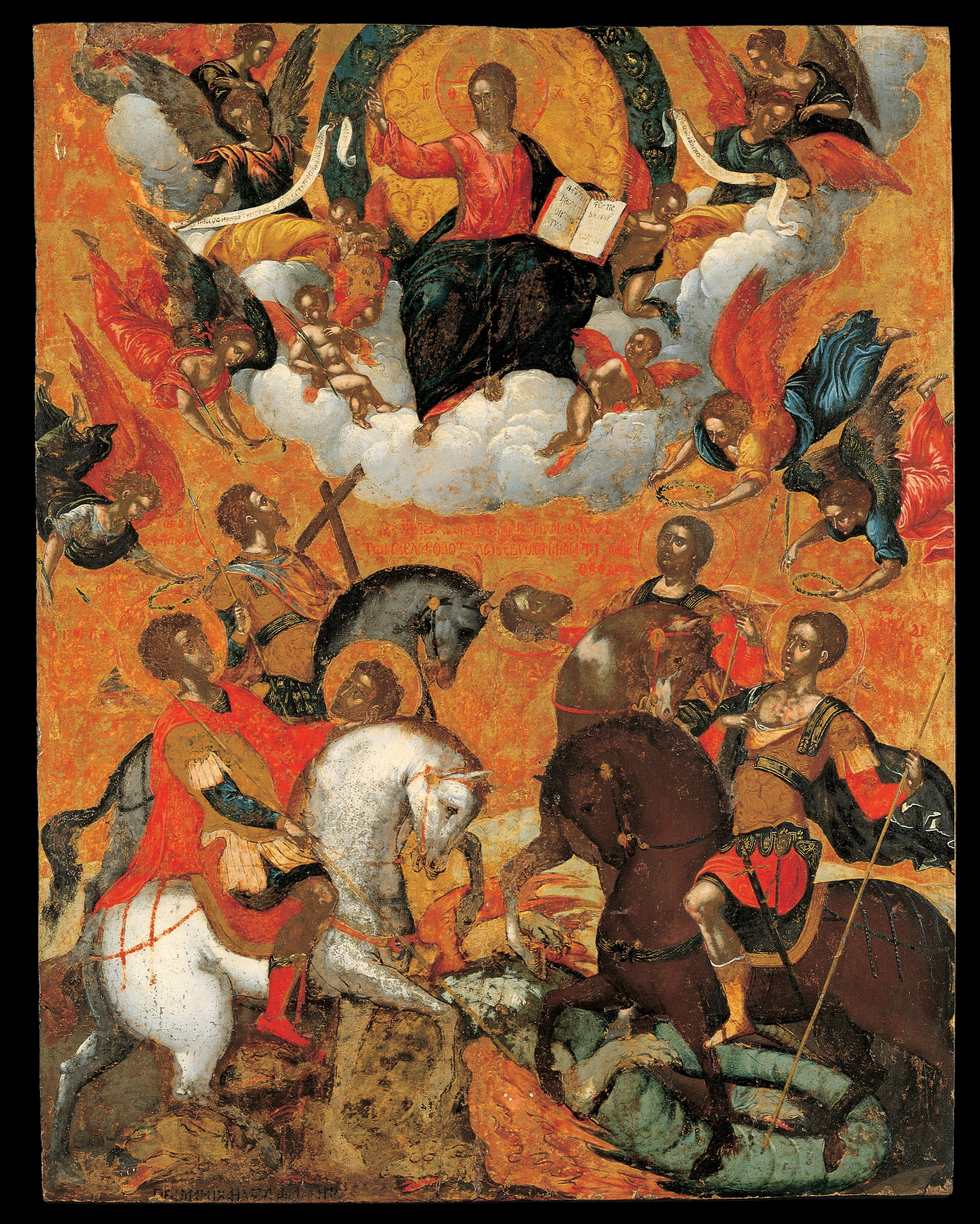
Patru sfinți militari de (secolul al XVI-lea,, arătându-l pe Sfântul Gheorghe și pe Teodor Tiron în stânga, și pe Sfântul Dimitrie și în dreapta, toți călare, cu îngeri care țin coroane de flori deasupra capului lor, sub Hristos Pantocrator.

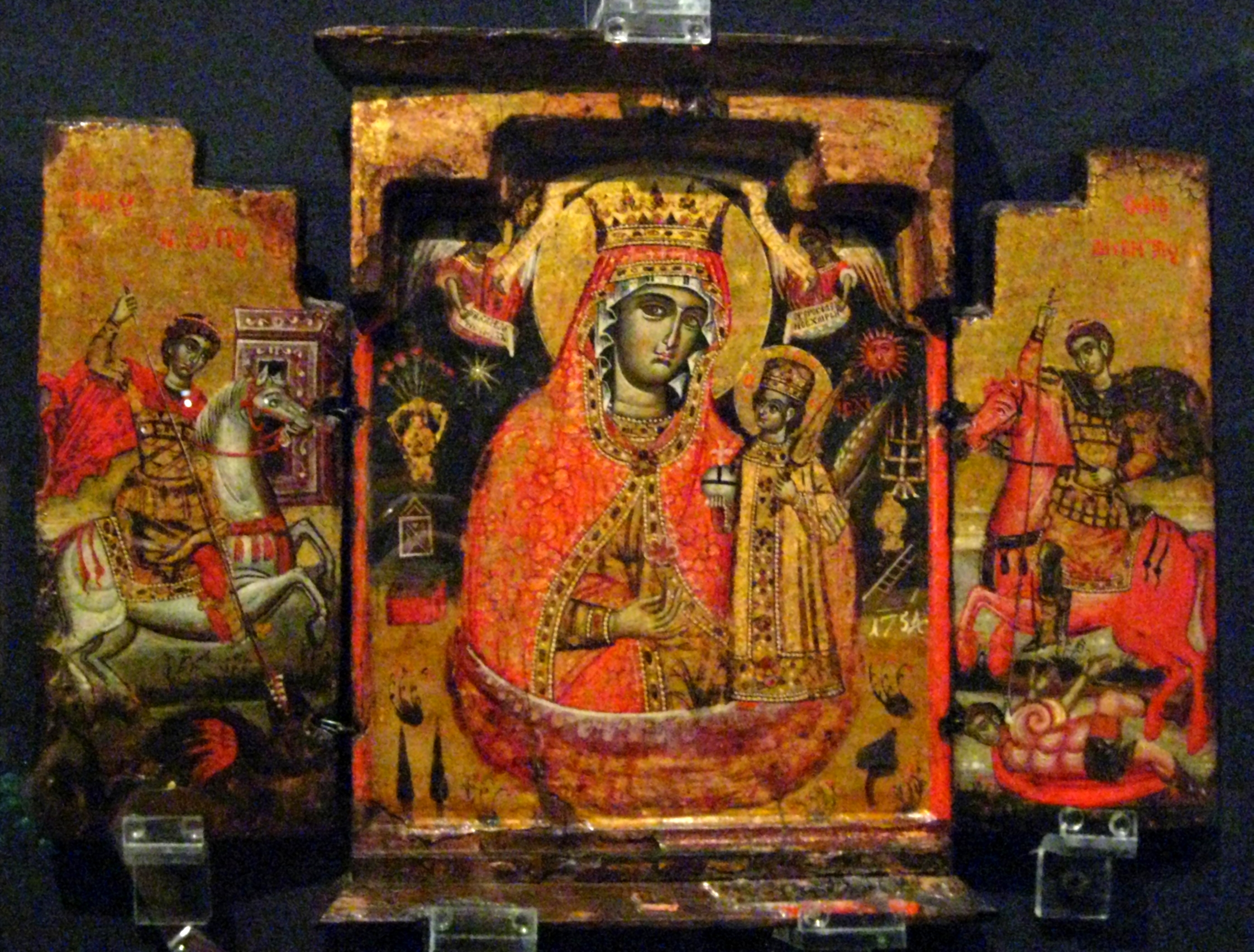
Triptic cu Theotokos flancată de Sfinții Gheorghe și Dimitrie ca și călăreți (datat 1754)

Sfinții militari, sfinții războinici și sfinții soldaților, sunt sfinții ocrotitori, martiri și alți sfinți asociați cu armata. Ei au fost alcătuiți inițial din creștini care au fost soldați în Armata romană în timpul persecuției creștinilor, în special persecuția dioclețiană din 303–313 d.Hr..
Majoritatea sfinților militari creștini timpurii erau soldați ai Imperiului Roman care deveniseră creștini și, după ce refuzau să participe la cultul imperial și ritualurile de loialitate față de împăratul roman, au fost supuși pedepsei corporale, inclusiv la tortură și martirizare.
Venerarea acestor sfinți, în special a Sfântului Gheorghe, a fost întărită în Biserica Latină în timpul Cruciadelor. Titlul de „athleta Christi)” (campioni ai lui Cristos) a fost folosit inițial pentru acești sfinți, dar în perioada medievală târzie a fost conferit de papă unor conducători contemporani cu merite deosebite.

## Hagiografie
În Antichitatea târzie alți scriitori creștini ai hagiografiei, cum ar fi Sulpicius Severus⁠(d) în relatarea sa despre viața eroică, militară a lui Martin de Tours, au creat un model literar care reflecta noile idealuri spirituale, politice și sociale ale unei societăți post-romane. 
Într-un studiu al sfinților soldați anglo-saxoni (Damon 2003), J.E. Damon a demonstrat persistența modelului literar al lui Sulpicius în transformarea sfinților pioși, pașnici și martiri de bunăvoie ai hagiografiei antice târzii la eroii creștini de la începutul Evului Mediu, care au apelat la societățile nou convertite conduse de războinici profesioniști și care au exemplificat acomodarea cu și, în cele din urmă, participarea activă la războaiele sfinte care au fost considerate drepte.

## Listă

### Catolici
| Imagine                                                            | Nume                                                             | Martiriu                        | Locație                                      | Biserică | Patronaj |
| ------------------------------------------------------------------ | ---------------------------------------------------------------- | ------------------------------- | -------------------------------------------- | --- | --- |
|                                                                    | Agathius                                                         | Persecuția lui Dioclețian (303) | Bizanț                                       | Biserica Catolică, Biserica Ortodoxă | Soldat |
|                                                                    | Adrian din Nicomedia                                             | 306                             | Nicomedia                                    | Biserica Catolică, Biserica ortodoxă coptă, Biserica Ortodoxă | Vânzător de arme, garda regală⁠(d), soldat |
|                                                                    | St. Andrew the General\|Sf. Andrei Stratelates                   | 300                             | Munții Taurus                                | Biserica Catolică, Biserica Ortodoxă | Armată, comandant, general, soldat, stratelates |
| Sfântul Dimitrie, mozaic grecesc din secolul al XII-lea de la Kiev | Sfântul Dimitrie                                                 | 306                             | Salonic                                      | Anglicanism, Biserica Catolică, Biserica Ortodoxă, Luteranism, Bisericile vechi orientale                                                                           | Cruciadă, soldat |
|                                                                    | Barbara                                                          | 267                             |                                              | Aglipayan⁠(<span title="Biserica Independentă din Filipine\|Aglipayan la Wikidata">d), Anglicanism, Biserica Catolică, Biserica Ortodoxă, Bisericile vechi orientale | Artilerie, inginer combatant⁠(d), echipaj de luptă anti - rachetă inclusiv cele ale Forțelor Strategice de Rachete, ale Forțelor de Rachete și Artilerie și ale Forțelor de Apărare Aeriană, Forțelor Spațiale și ale Armatei Statelor Unite Artilerie de câmp și Ramuri de artilerie de apărare aeriană |
| Sfantul Corneliu si Ingerul                                        | Cornelius Centurionul                                            | Pre-Congregație                 | necunoscut                                   | Comuniunea Anglicană, Biserica Catolică, Biserica Ortodoxă | Centurion |
|                                                                    | Sfântul Gheorghe                                                 | 303                             | Nicomedia în Bitinia                         | Anglicanism⁠(d), Biserica Catolică, Biserica Ortodoxă, Luteranism, Bisericile vechi orientale                                                                        | Patronaje |
| Sfântul Gereon, de un artist german din secolul al XV-lea          | Gereon⁠(d)                                                        | 304                             | Köln                                         | Biserica Catolică, Biserica ortodoxă coptă, Biserica Ortodoxă | Cavaler |
|                                                                    | Iacob cel Mare                                                   | 44                              | Ierusalim                                    | Anglicanism, Biserica Catolică, Biserica Ortodoxă, Luteranism, Bisericile vechi orientale                                                                           | Conchistador, Cavaleri, Arhiepiscopia Militară a Spaniei |
|                                                                    | Ioana d'Arc                                                      | 1431                            | Rouen, Normandia                             | Catolic | Militar, Corpul de armată feminin US, WAVES |
|                                                                    | Ioan Războinicul⁠(d)                                              | Secolul al IV-lea               | Undeva în Constantinopol (Istanbulul modern) | Biserica Catolică, Biserica Ortodoxă | Soldat |
|                                                                    | Ignațiu de Loyola                                                | 1556                            | Roma, Statele Papale                         | Comuniunea Anglicană, Catolic | Ordinariatul militar al Filipinelor⁠(d) |
| , Saint Maurice by Matthias Grünewald                              | Mauriciu                                                         | 287                             | Agau⁠(d) în Alpii Poeninae și Graiaeiae]]     | Biserica Catolică, Biserica ortodoxă coptă de Alexandria, Biserica Ortodoxă, Bisericile vechi orientale                                                             | Trupe alpine, Garda Elvețiană Pontificală |
| Saint Martin of Tours from the Grandes Heures of Anne of Brittany. | Martin de Tours                                                  | 397                             | Candes-Saint-Martin, Galia                   | Catolic | Obiector de conștiință, infanteriști |
|                                                                    | Maximilian                                                       | 295                             | Tébessa, Numidia                             | Anglicanism, Biserica Catolică, Biserica Ortodoxă, Luteranism, Bisericile vechi orientale                                                                           | Obiector de conștiință |
|                                                                    | Mercurie⁠(<span title="Sfântul Mercurie\|Mercurie la Wikidata">d) | 250                             | Caesarea în Cappadocia                       | Biserica Catolică, Biserica Ortodoxă, Bisericile vechi orientale | |
|                                                                    | Arhanghelul Mihail                                               |                                 |                                              | Anglicanism, Biserica Catolică, Biserica Ortodoxă, Luteranism, Bisericile vechi orientale                                                                           | Militari; parașutiști; polițiști. |
|                                                                    | Papa Ioan al XXIII-lea                                           |                                 |                                              | Catolic | Armata Italiei |
|                                                                    | Sebastian                                                        | 288                             | Italia                                       | Aglipayan, Anglicanism, Biserica Catolică, Biserica Ortodoxă, Bisericile vechi orientale                                                                            | Soldați, infanteriști, arcași, polițiști municipali |
|                                                                    | Serghie și Vah                                                   | 306                             | Resafa și Barbalissos în Mesopotamia         | Biserica Asiriană a Răsăritului, Biserica Catolică, Biserica ortodoxă coptă, Biserica Ortodoxă, Bisericile vechi orientale                                          | Armată terestră, general |
|                                                                    | Teodor Tiron                                                     | 306                             | Amasya în Helenopontus                       | Biserica Catolică și Biserica Ortodoxă | Militar |
|                                                                    | Tipasius                                                         | 304                             | Tigava, Mauretania Caesariensis              | | Veteran |
|                                                                    | Vardan Mamikonian                                                | 451                             | Câmpia Avarayr, Vaspurakan, Armenia          | Biserica Apostolică Armeană, Biserica Armeano-Catolică, Biserica Evanghelică Armenească                                                                             | Cavaler |
|                                                                    | Varus                                                            | 307                             | Alexandria                                   | Bisericile copte | Ofițer de închisoare, soldat |
|                                                                    | Victor Maurus                                                    | 303                             | Milano                                       | Biserica Catolică, Biserica Ortodoxă, Luteranism | Soldat |
|                                                                    | Sfinții 40 de mucenici din Sevastia                              | 320                             | Sevastia                                     | | |
|                                                                    |                                                                  |                                 |                                              | | |

### Biserica Ortodoxă
În Biserica Ortodoxă Română:
-  Arhanghelul Mihail: protector al Forțelor Armate Române, și, în calitate de sfânt ocrotitor al lui Mihai Viteazul și ca simbol al victoriei românești în Marele Război, protectorul unității tuturor românilor. 
– Sfântul Gheorghe: ocrotitorul Forțelor Terestre Române
– Sfântul Ilie: patronul Forțelor Aeriene Române
- Fecioara Maria: ocrotitoarea Forțelor Navale Române